# Barri Fortuny

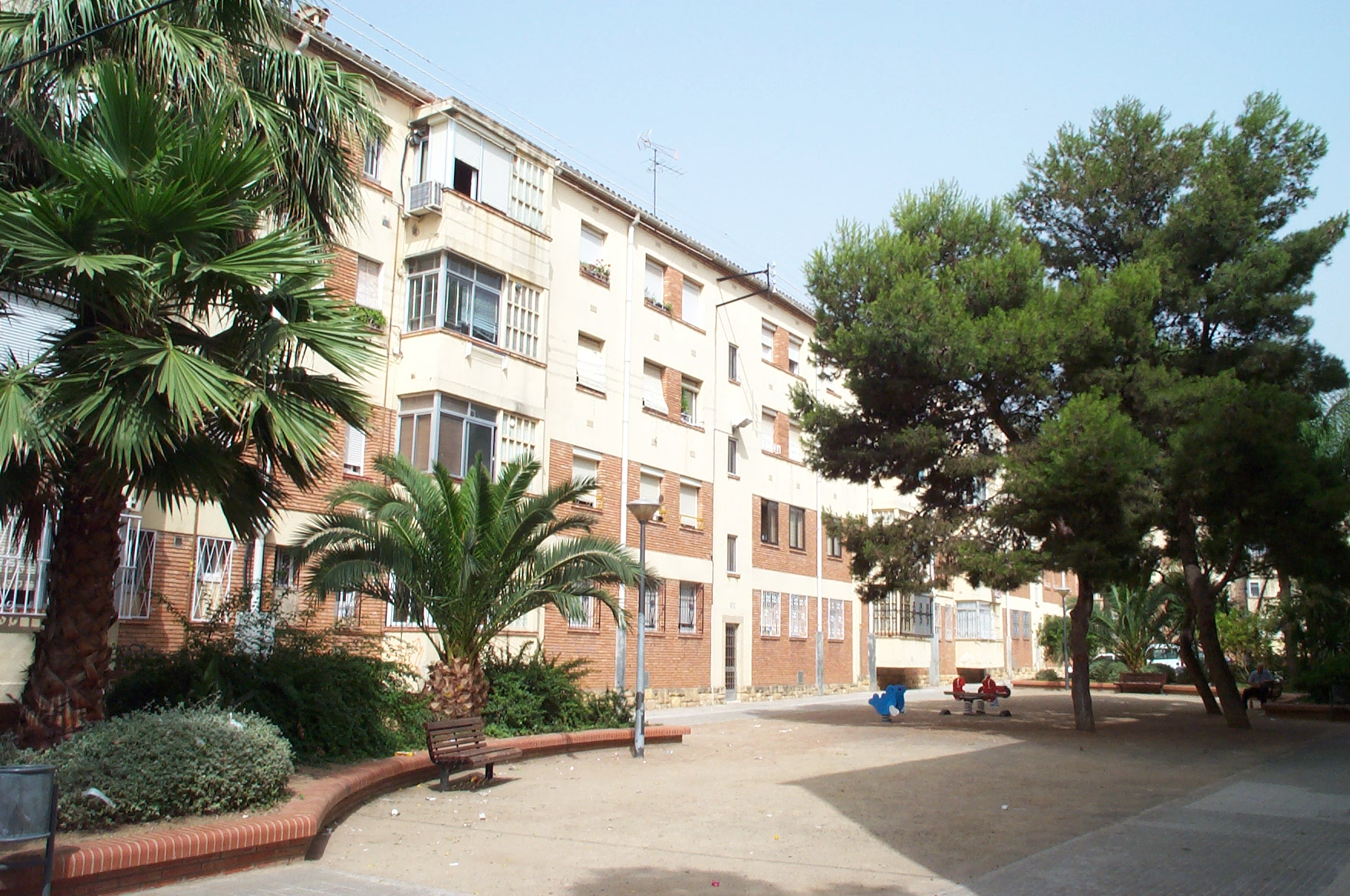
Barri Fortuny de Reus.

El Barri Fortuny és un barri del municipi de Reus (Baix Camp) inclòs en l'Inventari del Patrimoni Arquitectònic de Catalunya.

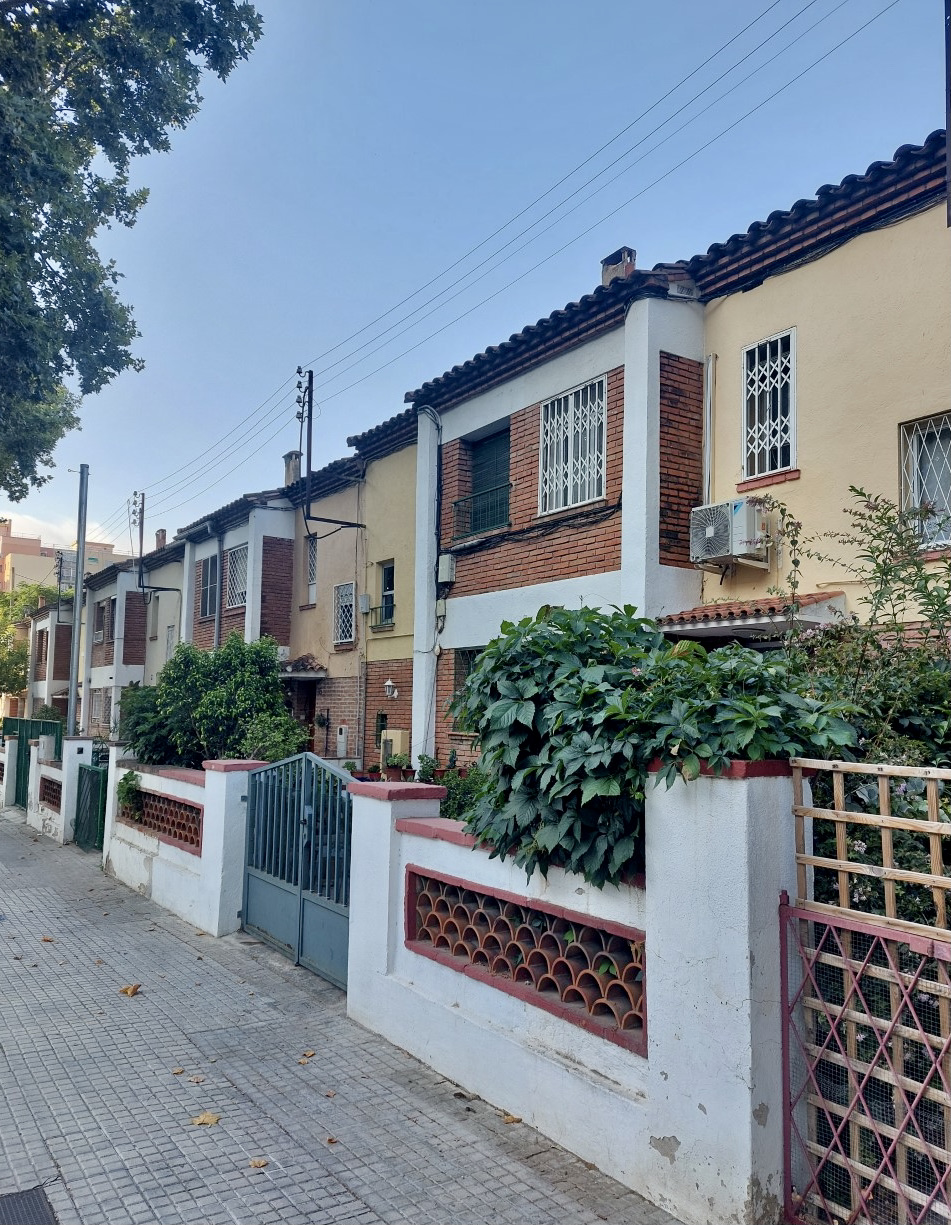
Cases unifamiliars al Barri Fortuny

## Descripció
És un barri d'habitatges. El conjunt té com a nucli una plaça porticada, la plaça de Gabriel Ferrater, i l'església. A partir d'aquesta plaça es distribueixen simètricament vies rodades i d'altres per a vianants.
A tocar de la carretera de Salou hi ha files de cases unifamiliars. Els blocs de cases, semicirculars i lineals, són d'estatges plurifamiliars, i de dos a quatre pisos d'alçada. Tots ells s'aixequen damunt d'un sòcol de pedra i amb façanes on es combina l'obra vista i l'arrebossat. El terrat és a la catalana. Presenta composició simètrica a partir de les obertures de la façana. Aquestes presenten llinda i són de diferent mida, les més grans tenen una petita barana de ferro. Pot considerar-se com un conjunt d'habitatges amb bona qualitat de construcció.
L'església de Sant Bernat Calvó que hi ha al Barri Fortuny, té planta rectangular, voltes en forma de creu grega. Les parets són de maó i formigó. El campanar és cilíndric. Presenta vidrieres. El projecte és de Lluís Maria Albín Solà.

## Història
El Barri es formà amb l'edificació de blocs d'habitatges de construcció modesta. El "Patronato Local de la Vivienda", va cedir uns terrenys a l'"Obra Sindical del Hogar" per tal que aquesta aixequés uns 250 pisos, en els terrenys de l'antic mas del Boule o mas del Quer. És a tocar de la carretera de Reus a Salou. Al seu davant hi ha les Parcel·les Mercadé, desenvolupades recentment, en terrenys que foren de Mercadé.
Aquests blocs, tots ells semblants els uns als altres, es varen iniciar el 1955, segons un projecte d'Antoni Sardà i Joan Zaragoza, arquitectes del Patronat local de l'habitatge, que preveia la construcció de 900 pisos, quan va arribar a Reus la gran onada migratòria d'Andalusia i altres indrets d'Espanya, tot i que al Barri també s'hi van instal·lar famílies reusenques i catalanes d'economia modesta.
En aquell temps eren pisos de lloguer, d'una superfície que oscil·lava entre els 56 i els 82 m², però cap al 1976 es va donar opció de compra als antics veïns per quantitats assequibles.
És un barri perifèric molt tranquil, en altres temps feien festes a l'estiu que eren molt populars a la ciutat. Hi ha un procés de recuperació per part de les associacions de veïns del barri.

## El barri en l'actualitat
La marxa de la gent jove del barri ha comportat que els seus habitants tinguin una mitjana d'edat elevada. Els pisos s'han fet vells, i tenen deficiències estructurals i de manteniment.
Els carrers i glorietes, plens d'arbres (les palmeres de la plaça de Gabriel Ferrater són les de l'antic mas del Quer, únic element que es va salvar del mas), en el franquisme tenien noms de lletres però l'Ajuntament a partir del 1980 els va canviar per noms de comunitats autònomes espanyoles com Canàries, Castella, Galícia, o per noms d'escriptors, com Terenci Moix.
Al novembre de 2023 s'anunciava l'inici de la renovació dels blocs d'habitatges plurifamiliars en més mal estat a partir del 2024. La retirada de l'amiant, la instal·lació d'ascensors, la millora de l'eficiència energètica i l'habitabilitat de les vivendes son algunes de les intervencions més significatives.

## Monument a Marià Fortuny

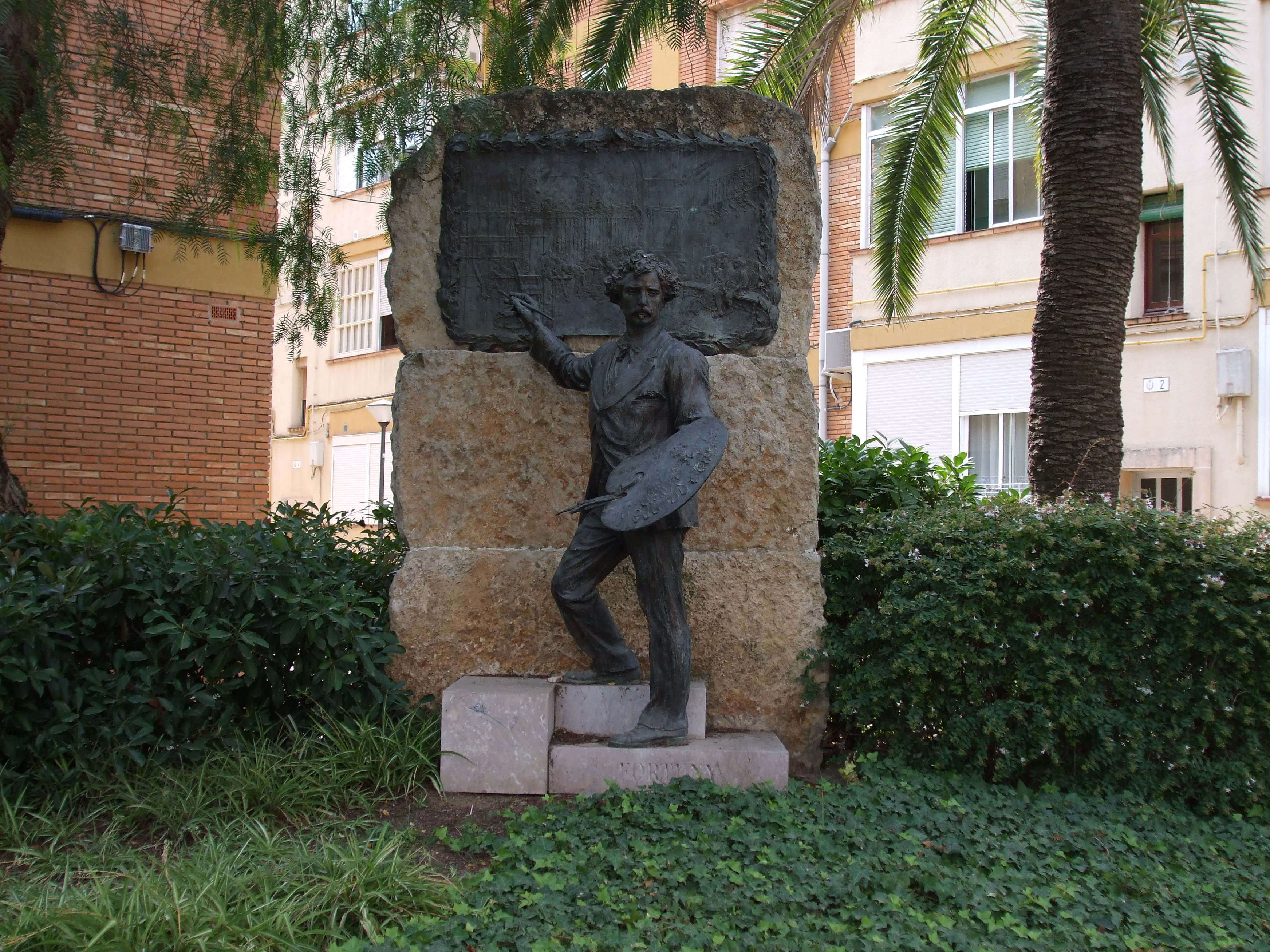
Monument "A Marià Fortuny".

El monument a Marià Fortuny, avui al costat de la Parròquia de Sant Bernat Calvó, obra de Mariano Benlliure, va ser inaugurat al final dels cinquanta a l'antiga Avenida de los Mártires, avui plaça de la Llibertat, on va estar l'estàtua quasi vint anys fins que l'Ajuntament va decidir traslladar-lo al Barri Fortuny on és en l'actualitat.